# Guerra Civil del Nepal
La Guerra Civil del Nepal va ser un conflicte que va enfrontar al govern monàrquic de Nepal amb els rebels maoistes. Aquests últims pretenien instaurar un Estat socialista al Nepal - amb grans semblances a la veïna República Popular de la Xina, per la qual cosa van iniciar el conflicte el 13 de febrer de 1996. Aquest conflicte es perllongaria durant 10 anys, al llarg dels quals moririen més de 12.700 persones, 8.200 sota responsabilitat de l'Estat nepalès i 4.500 dels maoistes. Segons l'Informal Sector Service Center, les forces governamentals són responsables de 85 % de les morts femenines.
Un acord de pau entre un nou govern democràtic i el Partit Comunista de Nepal (maoista) va establir la fi del conflicte el 21 de novembre de 2006, pel qual els maoistes prendrien part al nou govern a canvi de lliurar les armes a l'ONU.

## Desenvolupament del conflicte
El Partit Comunista de Nepal (maoista) es va escindir l'any 1994 del Front Unit Popular, en no coincidir amb les decisions del seu líder Samyukta Jana Morcha. Aquest nou partit va etiquetar les forces del govern de "forces feudals", i va incloure sota aquesta acusació la monarquia i els principals partits polítics. En aquest moment va començar una carrera d'armament del grup amb simultanis atacs contra comissaries i les casernes generals de diferents districtes. Al principi el govern del Regne de Nepal va mobilitzar la policia per contenir la insurrecció. El Real Exèrcit del Nepal no va intervenir directament en els combats perquè el conflicte va ser vist com un problema de control policial. La controvèrsia va seguir creixent a causa que l'Exèrcit no va voler ajudar la policia durant els atacs insurgents en àrees remotes. L'electe Primer Ministre va renunciar al seu lloc a causa de les contínues negatives del Reial Exèrcit de prendre part en el conflicte. Aquesta situació va canviar dramàticament l'any 2002, quan les primeres converses de pau van fracassar i els maoistes van atacar una caserna de l'Exèrcit en el districte de Dang, a l'oest de Nepal. Durant la nit l'Exèrcit nepalès va desencadenar una lluita contra els insurgents maoistes. Al mateix temps, el rei de Nepal va mantenir un govern "marioneta" que depenia directament d'ell. Sota la protecció de la guerra contra el terrorisme i amb la meta d'evitar el col·lapse de l'Estat que podria servir com a base per a una inestabilitat regional i internacional, els EUA, la Unió Europea, l'Índia i altres nacions van prestar ajuda militar i econòmica al Regne del Nepal. Aquest material d'ajuda al Govern nepalès va deixar d'arribar quan el Rei Gyanendra va reinstaurar la monarquia absoluta al febrer de 2005.
El Govern va respondre a la rebel·lió amb provocadores prohibicions, l'empresonament de periodistes i el tancament de diaris acusats de donar suport als insurgents maoistes. Diverses negociacions acompanyades per treves temporals es van anar succeint entre el Govern i els insurgents. El govern va rebutjar frontalment en tot moment la demanda dels insurgents de celebrar unes eleccions per a una Assemblea Constituent; això podria haver significat l'abolició popular de la monarquia - el que finalment va succeir l'any 2007. Al mateix temps, els maoistes van rebutjar reconèixer la instal·lació d'una monarquia constitucional. Al novembre de 2004, el govern va rebutjar la petició dels maoistes de negociar directament amb el Rei Gyanendra més enllà de a través del Primer ministre Sher Bahadur Deuba; la seva petició que les discussions fossin intervingudes per una tercera part, com les Nacions Unides, també van ser rebutjades.

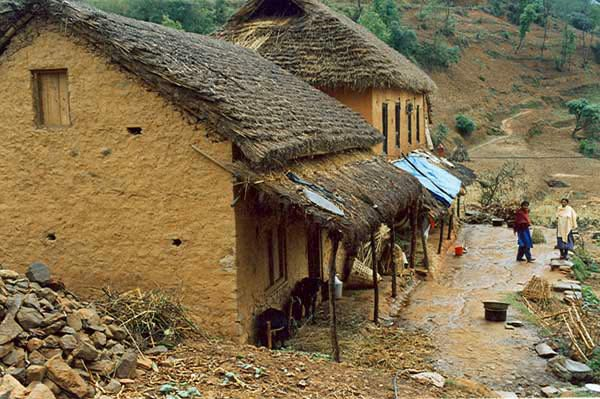
Casa nepalesa típica de la zona rural, feta de pedres i argila.

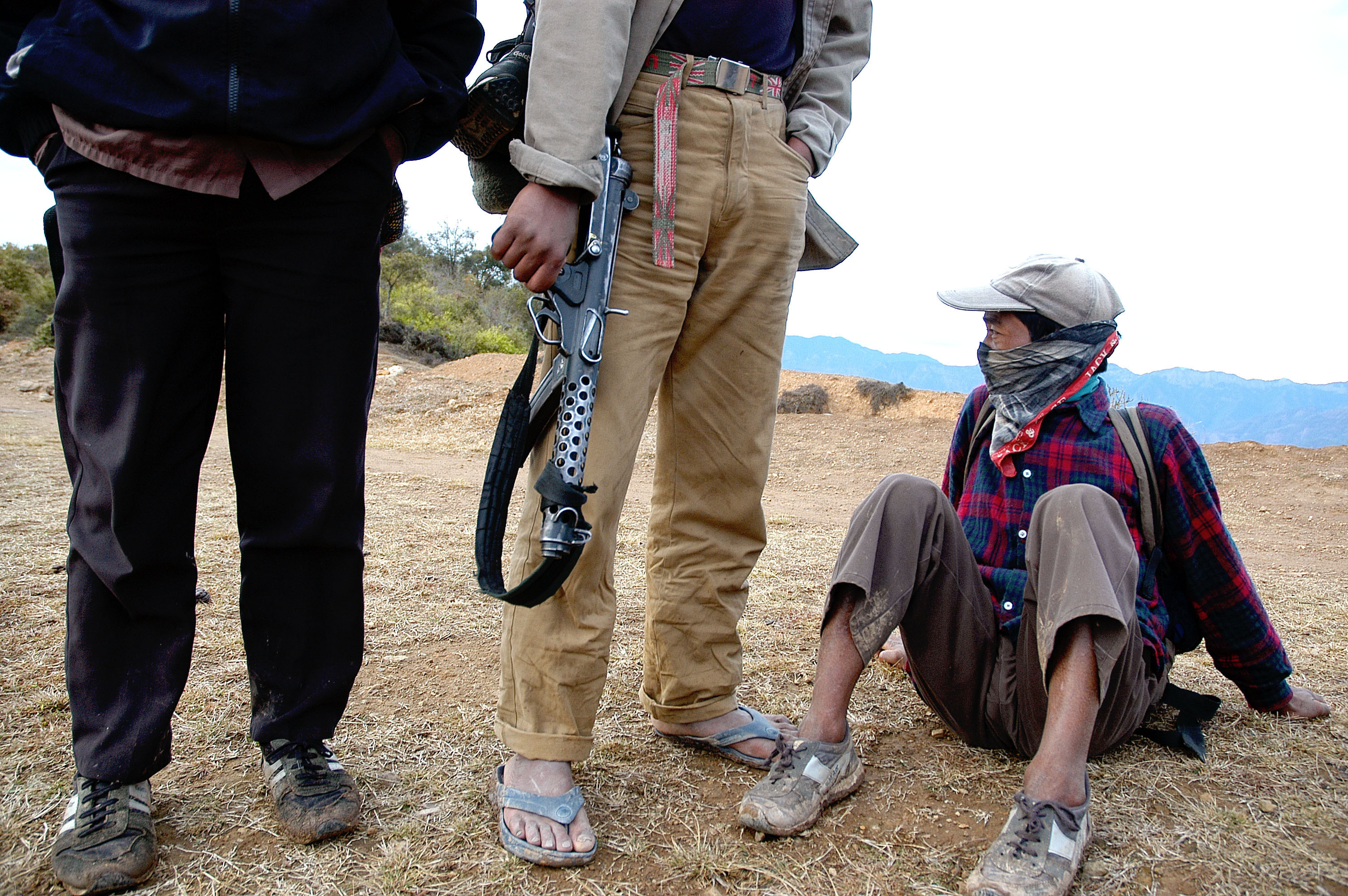
Rebels maoistes en un turó del Nepal.

Al llarg del temps que va durar la guerra, el govern va controlar les principals ciutats i poblacions, mentre que els maoistes van controlar les àrees rurals. Històricament, la presència del Govern nepalès ha estat més forta a les ciutats com Katmandú, la capital del país, i a les zones cèntriques. L'única presència en les nombroses petites ciutats van ser escoles públiques, ajuntaments i comissaries de policia. Una vegada la insurrecció va començar a controlar-les, les escoles van ser l'única cosa que encara quedava del Govern nepalès en aquestes poblacions. La força del govern està localitzada en les casernes generals i la capital. Els disturbis van començar en 2004 quan els maoistes van anunciar un bloqueig a la capital.
Intensos combats i morts civils van continuar en augment durant el 2005, quan la xifra de morts va superar els 200 al desembre de 2004. L'1 de febrer de 2005, en resposta a la impassibilitat del govern democràtic per restablir l'ordre, el Rei Gyanendra va assumir el control total sobre el govern. Ho va fer sota el discurs que "la democràcia i el progrés són contradictoris. En la cerca del liberalisme no hem d'oblidar un important aspecte de la nostra conducta, anomenat disciplina".
El 22 de novembre de 2005 el Partit Comunista de Nepal (maoista) i el Front Unit Popular van divulgar una resolució de 12 punts, establint que ells "acceptaven completament que la monarquia autocràtica és el principal obstacle" entorpint la consecució de "la democràcia, la pau, la prosperitat, el progrés social i una Nepal sobirana i lliure". A més, "veiem clarament que sense l'establiment absolut de la democràcia i la fi de l'autocràtica monarquia, no existeix possibilitat de pau, progrés i prosperitat al nostre país".
Es va aconseguir un acord entre les respectives forces per establir la total democràcia acabant amb l'autocràtica monarquia, centrant els seus esforços en contra de la monarquia donant lloc a una tempesta de protestes per tot el país.
Això va marcar una ruptura amb l'anterior postura del Partit Comunista de Nepal, que anteriorment s'havia oposat vehementment al procés de democratització gradual que havia estat defensat pel Front Unit Popular.
Com a resultat de la guerra civil, el major recurs de Nepal en inversions estrangeres, la seva indústria del turisme, ha sofert considerablement. iExplore, una companyia de viatges, va publicar un rànquing de la popularitat de les diferents destinacions turístiques, basant-se en les seves vendes, que va indicar que Nepal ha passat de ser de les deu destinacions més populars entre els aventurers, a ser la vint-i-setena. Aquesta ha estat la primera vegada que Nepal ha estat fora del "top 10" des de fa molts anys i és un signe de les pressions al govern.
El conflicte ha forçat els joves i treballadors qualificats a intentar aconseguir treball a l'estranger. Aquestes persones treballen principalment en països com Qatar o l'Aràbia Saudita; però també en països del Àsia Sud-oriental com Malàisia. L'enviament regular de diners d'aquests treballadors ha permès al país evitar una crisi o fallida econòmica. L'economia de Nepal s'ha convertit en dependent de les rendes estrangeres de la classe treballadora (e.g.: l'economia libanesa).
Tots dos bàndols en la guerra civil han estat observats usant armes britàniques de la Primera i Segona Guerra Mundial, com per exemple el rifle Lee-Enfield, la metralladora Bren i el subfusell Sten, així com armes de la dècada del 1950 com el clàssic rifle AK-47 i el L1A1, així com l'INSAS indi.
Com a part dels acords de pau es va decidir per la integració dels maoistes en l'Exèrcit de la República Federal Democràtica de Nepal, dels 6 a 8 mil ex-combatents desmobilitzats 2 o 3 mil van ser integrats.Des de la fi del conflicte fins a 2010 uns 31.000 ex-combatents de tots dos bàndols s'han desmobilitzat.